# Ferrari 125 F1
Ferrari 125 F1 je prvi Ferrarijev dirkalnik Formule 1, ki je bil v uporabi med sezonama 1948 in 1952.
Skonstruirala sta ga Enzo Ferrari in Gioacchino Colombo. Imel je 1.5 L 60° V12 superkompresorski motor, ki je lahko proizvajal moč 230 KM (172 kW) pri 7000 vrtljajih na minuto, za sezono 1949 pa je bil še izboljšan do 280 KM (209 kW). Dirkalnik je debitiral 5. septembra 1948 na Veliki nagradi Valentina, kjer so za Ferrari nastopili Prince Bira, Nino Farina in Raymond Sommer, slednji je dosegel tretje mesto.
Ferrarijevi dirkači so z dirkalnikom dosegli dvanajst zmag na dirkah za Veliko nagrado in neprvenstvenih dirkah Formule 1. Na prvenstvenih dirkah Formule 1 pa ga je tovarniško moštvo Scuderia Ferrari uporabljalo v sezoni 1950, ko sta edine točke dosegel Alberto Ascari in Raymond Sommer z drugim in četrtim mestom na dirki za Veliko nagrado Monaka. Peter Whitehead, ki je dirkalnik uporabljal kot privatnik med sezonama 1950 in 1952, je edino uvrstitev v točke dosegel s tretjim mestom na dirki za Veliko nagrado Francije v sezoni 1950.

## Popolni rezultati Svetovnega prvenstva Formule 1
(legenda) (Odebeljene dirke pomenijo najboljši štartni položaj, poševne pa najhitrejši krog)
| Leto | Moštvo           | Motor                | Gume | Dirkači         | 1   | 2   | 3   | 4   | 5   | 6   | 7   | 8   |
| ---- | ---------------- | -------------------- | ---- | --------------- | --- | --- | --- | --- | --- | --- | --- | --- |
| 1950 | Scuderia Ferrari | Ferrari 125 1,5 V12C | P    |                 | VN  | MON | 500 | ŠVI | BEL | FRA | ITA |     |
| 1950 | Scuderia Ferrari | Ferrari 125 1,5 V12C | P    | Luigi Villoresi |     | Ret |     | Ret | 6   |     |     |     |
| 1950 | Scuderia Ferrari | Ferrari 125 1,5 V12C | P    | Alberto Ascari  |     | 2   |     | Ret |     |     |     |     |
| 1950 | Scuderia Ferrari | Ferrari 125 1,5 V12C | P    | Raymond Sommer  |     | 4   |     |     |     |     |     |     |
| 1950 | Scuderia Ferrari | Ferrari 125 1,5 V12C | P    | Giovanni Bracco |     |     |     |     |     |     | DNS |     |
| 1950 | Scuderia Ferrari | Ferrari 125 1,5 V12C | D    | Peter Whitehead |     | DNS |     | DNS |     | 3   | 7   |     |
| 1951 | Graham Whitehead | Ferrari 125 1,5 V12C | D    |                 | ŠVI | 500 | BEL | FRA | VB  | NEM | ITA | ŠPA |
| 1951 | Graham Whitehead | Ferrari 125 1,5 V12C | D    | Peter Whitehead | Ret |     |     | Ret |     |     | Ret |     |
| 1952 | Privatnik        | Ferrari 125 1,5 V12C | D    |                 | ŠVI | 500 | BEL | FRA | VB  | NEM | NIZ | ITA |
| 1952 | Privatnik        | Ferrari 125 1,5 V12C | D    | Peter Whitehead |     |     |     |     | 10  |     |     | DNQ |

## Pomembnejše zmage dirkalnika
| Datum              | Dirka                                      | Dirkač          | Poročilo |
| ------------------ | ------------------------------------------ | --------------- | -------- |
| 24. oktober 1948   | Velika nagrada Garde, Salò                 | Giuseppe Farina | Poročilo |
| 3. julij 1949      | Velika nagrada Švice, Bern                 | Alberto Ascari  | Poročilo |
| 31. julij 1949     | Velika nagrada Zandvoorta                  | Luigi Villoresi | Poročilo |
| 20. avgust 1949    | Daily Express Trophy, Silverstone          | Alberto Ascari  | Poročilo |
| 11. september 1949 | Velika nagrada Italije, Monza              | Alberto Ascari  | Poročilo |
| 25. september 1949 | Velika nagrada Češkoslovaške, Brno         | Peter Whitehead | Poročilo |
| 13. julij 1950     | Jersey Road Race                           | Peter Whitehead | Poročilo |
| 12. avgust 1950    | Ulster Trophy, Dundrod                     | Peter Whitehead | Poročilo |
| 1. oktober 1950    | Interstate Race, Interlagos                | Francisco Landi | Poročilo |
| 25. januar 1951    | Velika nagrada Sao Paula                   | Francisco Landi | Poročilo |
| 20. maj 1951       | Governador Noguera Garcez Race, Interlagos | Francisco Landi | Poročilo |
| 28. junij 1951     | Velika nagrada Boa Viste, Rio de Janero    | Francisco Landi | Poročilo |